# Cheh

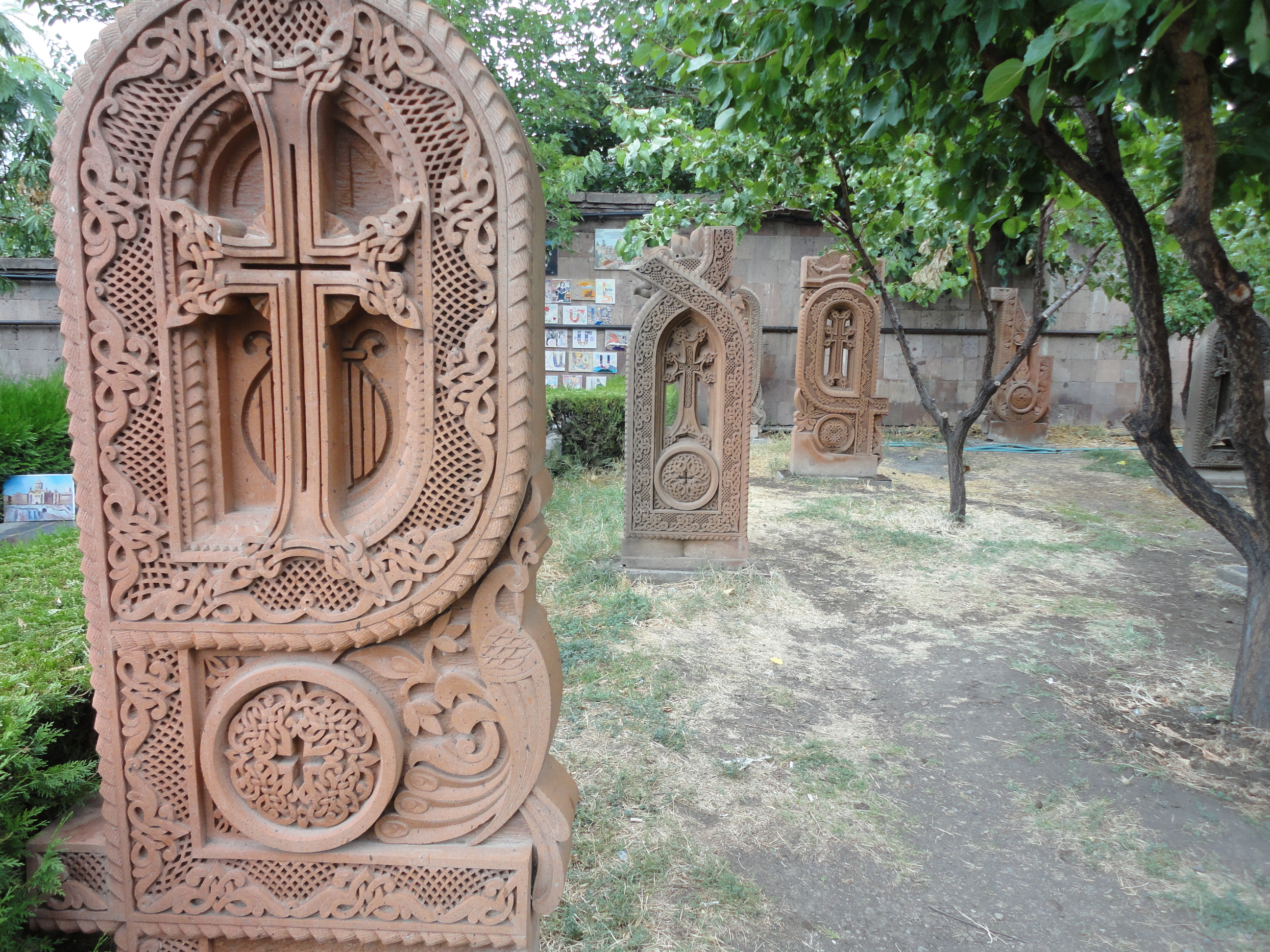

Cheh (également jeh), ճէ ou ճե en arménien ([tʃʼɛ] ou [dʒɛ]), est la 19e lettre de l'alphabet arménien.

## Représentation informatique
- Unicode[1] :
  - Capitale Ճ : U+0543
  - Minuscule ճ : U+0573